# Ordenspriester
Ein Ordenspriester ist ein Priester, der einem Orden angehört. Er legt die Profess ab und lebt nach einer Ordensregel. Während einen römisch-katholischen Diözesanpriester die Inkardination in ein Bistum kennzeichnet, untersteht ein Ordenspriester einem Ordensoberen. Zu seiner Anrede dient meist das lateinische Wort Pater. Der weiter gefasste Begriff Regularkleriker schließt Frauen mit ein.
In den orthodoxen Kirchen spricht man von Priestermönch, Mönchspriester oder Hieromonachos.

## Einsatz

### Einsatz in Pfarreien
Viele Ordenspriester arbeiten in einer Diözese in der Seelsorge. Sie werden dann in der Funktion eines Pfarrers als Pfarradministrator eingesetzt. Überall, wo Ordenspriester nach außen wirken, unterstehen sie dem Bischof der jeweiligen Diözese. Über die Einsätze und Versetzungen bestimmt der Ordensobere.
Wegen des Priestermangels setzen deutsche Bistümer seit Mitte der 1990er-Jahre verstärkt auch ausländische Ordenspriester aus Asien, Lateinamerika und Afrika als Pfarrseelsorger ein.

### Einsatz im Orden
Ordenspriester können sich auch dem Gebet und dem Dienst an den Mitbrüdern und Gästen in der Klausur eines kontemplativen Klosters widmen. Ihre Tätigkeit wird vom Profil des Ordens und den Bedürfnissen der Ortskirche bestimmt. Die Priester in den kontemplativen Orden dienen ihren Klostergemeinschaften durch die Spendung der Sakramente, vor allem der Eucharistie und Beichte. In ihrer Zurückgezogenheit geben sie Zeugnis von Gottes Herrschaft über die Geschichte und nehmen die künftige Herrlichkeit vorweg. Sie leben in Einsamkeit und Stille, damit sie auf das Wort Gottes hören können. Sie üben die persönliche Askese und das Gebet. Ihr verborgenes Leben wird von der Kirche auch als apostolisch verstanden (Vita consecrata, 8). Zusätzliche externe Einsätze sind möglich in einer Pfarrei, in einem Krankenhaus oder auch in der Mission.
Nach außen aktiv sind die Priester der Regularkanoniker, der Bettelorden und der Regularkleriker; aber auch die benediktinischen Ordenspriester können nach außen wirken, das heißt in der Missionstätigkeit und den vielfältigen Werken der Nächstenliebe. Auch ihre apostolische Tätigkeit soll von Kontemplation erfüllt sein (Vita consecrata, 9).

## Geschichte
Die radikale Form der Weltabgeschiedenheit praktizierten Eremiten und geweihte Jungfrauen. Im Anachoretentum sah die Kirche eine Gefahr zur Entstehung nicht kontrollierbarer Abweichungen. Sie förderte deshalb das Koinobitentum – das gemeinschaftliche Leben unter einem Oberen, organisiert mittels einer Regel. Ihre gemeinsame Anwendung führte nicht zu einer organisatorischen Zusammenarbeit. Bis ins 9. Jahrhundert bestimmten autarke Einzelklöster die Entwicklung.
Benedikt von Nursia verfasste um 540 die Benediktsregel. Sie setzte sich erst nach und nach gegen die vor allem verwendeten Mischregeln durch. Ludwig I., Kaiser im Fränkischen Reich (813–840) erkannte den Wert einer Vereinheitlichung und warb in den Klöstern für die Akzeptanz der Regula Benedicti. Auf der Aachener Synode von 816 erklärte Ludwig der Fromme sie zur verbindlichen Klosterregel. Beauftragt und unterstützt vom Kaiser schuf Benedikt von Aniane zwischen 816 und 819 ihre eigentliche Fassung. Fortan standen Benediktiner und Benediktinerin (eigentliche Ordensgründung erst 1893) als Synonyme für Mönch und Nonne. Das bedeutete nicht Uniformität und die Vielfalt sollte zunehmen.
Um 910 wurde das Kloster Cluny gegründet, mitten während des dunklen Jahrhunderts (saeculum obscurum). Päpste ermordeten ihre Vorgänger oder kamen unter fragwürdigen Umständen auf die Kathedra, Kirchenämter wurden verschachert oder an den Sohn vererbt. Die besonders chaotische Situation der Königreiche Burgund und Frankreich ging die Cluniazensische Reform an. Zunächst wurde die Wirtschaftskraft der Konvente wiederhergestellt. Sie finanzierte die cluniazensische Ausprägung des Mönchtums, die vor allem prachtvolle Bauten und das Zelebrieren der Liturgie bestimmten. Die mehrstündigen Gottesdienste bestanden aus Stundengebet, Musik (Chorgesang und Orgelspiel). Sie richteten sich weniger an die Gläubigen, mehr an Gott, sie ehrten weniger die Lebenden, mehr die Toten. Allerseelen am 2. November, verbunden mit Speisung und Beschenkung von Armen, entwickelte sich in Cluny. Der Mutterabtei unterstanden die anderen Klöster, alle wendeten die Cluniazensische Konstitution (Consuetudines Cluniacenses) an. Damit wurden die Cluniazenser zum ersten Orden im weiteren Sinn. In Deutschland breiteten sich andere Reformbewegungen aus: die Fruttuarische (Kloster Fruttuaria), Gorzer und Hirsauer Reform. Durch neugegründete und Anschluss bestehender Klöster, den Zustrom von Novizen und Konversen wuchsen die Bewegungen rasch und breit an. Fast zwei Jahrhunderte währte der Elan. Dann überstiegen die finanziellen Verpflichtungen für das Totengedenken die wirtschaftlichen Möglichkeiten, suchten die Gläubigen weniger nach intensiver liturgischer Zelebrierung.

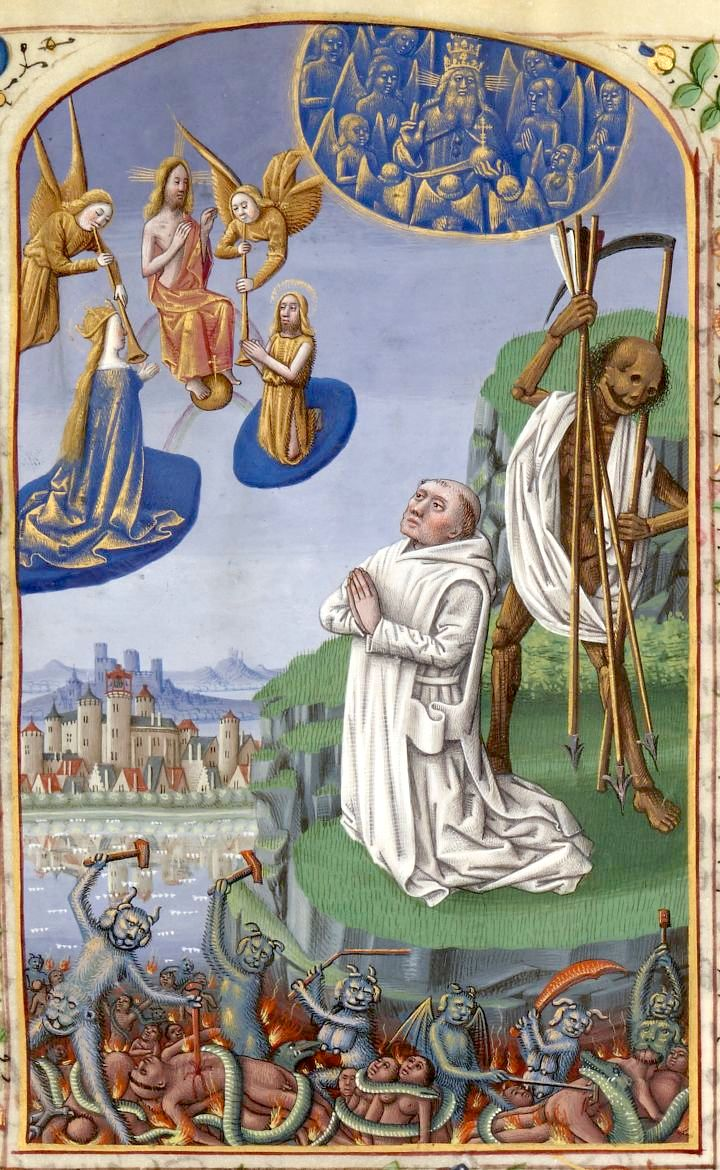
Mehrere Pioniere bauten die Zisterzienser auf: Robert von Molesme, Alberich von Cîteaux und Stephan Harding. Für die stärkere Verbreitung sorgte der streitbare Bernhard von Clairvaux; Meister von Jean Charpentier: Wehklage des Heiligen Bernhards, 15. Jahrhundert

Im Laufe des 11. Jahrhunderts blühte das nie ganz verschwundene Anachoretentum auf, entstanden viele Einsiedeleien. Sie befriedigten das Bedürfnis nach mehr Askese, religiöser Einsamkeit und härterer Lebensführung (Armutsbewegung). Zudem forderten die Laien mehr Mitsprache in der Kirche und suchten die Frauen verstärkt ihren Platz im Regularklerus. Die Kirche steckte in einer Krise. Die Kirchenreformen des 11. Jahrhunderts bereiteten den Boden für einen Neuanfang. Die Kartäuser, erste Klostergründung 1084, suchten und fanden eine enge Verknüpfung beider Grundformen. Die Zisterzienser brachten neuen Schwung in das monastische Koinobitentum. Ausgangspunkt war die Kritik an der allgemeinen, besonders der cluniazensischen Auslegung der Benediktsregel. 1098 gründeten 22 Mönche in ungastlicher Einsamkeit das Kloster Cîteaux. Innerhalb von 20 Jahren folgten 12 weitere Klöster dem Vorbild. Um die Einheitlichkeit zu garantieren, bedurfte es neuer Methoden. Zwar sollte der Verband aus selbständigen Abteien bestehen, aber durch ein Visitationsrecht der Mutter- gegenüber den Tochterklöstern eng verzahnt werden. Das zweite Element war die jährlich abgehaltene Versammlung aller Äbte in Cîteaux. Filiationssystem und Generalkapitel brachten den ersten Orden im engeren Sinn hervor. Seine Leitideen sahen vor Gebet und Arbeit ausgewogen zusammenzubinden, die von der Benediktsregel vorgegebene Armut wieder zu leben. Die Zisterzienserinnen bildeten keinen eigenen Orden, männlicher und weiblicher Zweig gehörten zusammen.
Die Regularkanoniker und -kanonissen teilten die Anfänge mit ihren säkularen Gegenparts. Zunächst gab es nur Kanoniker und Kanonissen. Die zuvor lokalen Reforminitiativen erreichten mit der Lateransynode von 1059 Rom. Dort erhob Hildebrand seine Klagen, er hieß später Gregor VII., Papst der römisch-katholischen Kirche (1073–1085). Galt zuvor die monastische Benediktsregel als das Maß aller Dinge, setzte sich unter Urban II., Papst (1088–1099) die Gleichwertigkeit der kanonischen Augustinus-Regel durch. Zahlreiche bestehende oder neu gegründete Stifte übernahmen sie. Die Gemeinschaften gehörten damit nicht mehr dem säkular-, sondern dem regularklerikalen Ast der römisch-katholischen Kirche an. Sie wandten anstelle eines kanonischen Statuts eine Ordensregel (und eine sie spezifizierende Konstitution) an. Auch einige deutsche Domkapitel erfasste die Erneuerungswelle. Die Gregorianischen Reformen des 11./12. Jahrhunderts brachten mehrere augustinische Orden (z. B. Augustiner-Chorherren/-frauen, Prämonstratenser/-innen) und zahlreiche -augustinische Kongregationen hervor. Als Innovation brachten die Prämonstratenser die Ordensprovinz ein, die nachfolgend auch in anderen Orden zum Standard wurde.
Die Hospitalorden entsprangen dem Hospitalwesen, meist Gemeinschaften an einzelnen Hospitälern. Die Hospitaliter legten neben den drei üblichen Ordensgelübden (Armut, Ehelosigkeit und Gehorsam) oft ein viertes ab. Sie verpflichteten sich der Krankenpflege (und Armenfürsorge). Von Bedeutung waren beispielsweise der Antoniter- und der Heilig-Geist-Orden.
Die Ritterorden waren eine Schöpfung der 1095/1099 einsetzenden Kreuzzüge. In den 1110er Jahren organisierten sich unabhängig voneinander in Jerusalem zwei Bruderschaften. Aus ihnen gingen die Johanniter- (1113) und Templer-Orden (1129) hervor. Ursprünglich von der Augustinus-Regel beeinflusst, wandten sie sich der Benediktsregel zu. Zu den Mitgliedern gehörten wenige Priester, dafür umso mehr Laienbrüder. Sie schieden sich in Ordensritter und Dienstmannen. Das Kriterium war der Zeitpunkt des Ritterschlags, vor oder nach dem Eintritt in den Orden. Manche versahen Aufgaben gemäß den benediktinischen Traditionen. Die große Mehrheit sorgte für den Schutz der Pilger und Straßen. Bernhard von Clairvaux verschaffte der kriegerischen Gewalt im Namen Jesus Christus die theologische Legitimität. Der Zisterzienser verfasste dafür das Liber de laude novæ militæ – Buch vom Lob der neuen Ritter. Das letzte Jahrzehnt des 12. Jahrhunderts gebar den dritten der Großen – den Deutschen Orden. 1291 fiel Akkon, die letzte bedeutende christliche Bastion. Spätestens dann verlagerten sich die Aktivitäten der Drei komplett nach Europa. Johanniter und Deutscher Orden waren zugleich Hospitalorden.
Die Bettelorden brachte der Anfang des 13. Jahrhunderts hervor. Zuvor folgten die (meisten) Orden dem Schema: Leben in Sünde – Umkehr – Abkehr von der Welt. Ähnlich wie bereits die Hospitaliter fügten die Mendikanten (Mitglieder eines Bettelordens) dem ein neues Schema hinzu: Leben in Sünde – Umkehr – brüderliche Hinwendung zu den Menschen. Die Ordensmitglieder nährten sich vom Betteln, verpflichteten sich freiwillig zur Armut. Zunächst zogen sie als nicht ortsgebundene Wandermönche durch die Lande. Die Gründung von Klöstern begann später, die Mobilität blieb. Im Detail unterschied sich das Wesen der Großen. Die Dominikaner setzten auf die gute Bildung ihrer Mitglieder, die Kraft der Worte, die aktive Bekehrung und Predigt, daher der Name Predigerorden. Die Dominikanerinnen verbreiteten sich in Deutschland etwa ab 1226 zeitgleich mit den Männern. Die Franziskaner entsprangen einer Bewegung von Laien ohne kirchliche Bildung. Sie betrieben auch Handarbeit, wirkten durch vorgelebte Geduld und Armut, daher der Name Minderbrüder. Franz von Assisi inspirierte eine adelige Tochter seiner Heimatstadt. Klara von Assisi begründete die Klarissen. Für ihre Verbreitung in Mitteleuropa sorgte Agnes, Prinzessin von Böhmen. Die beiden verbundenen Orden mit Wurzeln in Assisi erhielten den größten Zulauf. Die Karmeliten und Augustiner-Eremiten gingen dem städtisch-religiösen Trubel eher aus dem Weg, wandten sich stärker der Wissenschaft und frommen Betrachtung zu. Mit den Karmeliterinnen und Augustiner-Eremitinnen verfügten beide über weibliche Gegenparts.